# 爪哇穆氏暗光魚
爪哇穆氏暗光鱼（学名：Maurolicus javanicus）为輻鰭魚綱巨口魚目褶胸鱼科的其中一種。分布於東印度洋的印尼及中西太平洋的珊瑚海北部海域，棲息深度50-400公尺，體長可達4.4公分，為深海魚類，會進行垂直性洄游，屬肉食性，以甲殼類及小魚等為食。

## 扩展阅读
維基物種上的相關：爪哇穆氏暗光魚